# Make a Wish
Make a Wish (Brasil: Música do Coração ) é um filme norte-americano de 1937, do gênero comédia musical, dirigido por Kurt Neumann e estrelado por Bobby Breen e Basil Rathbone.
Make a Wish é um produto típico do ator/cantor mirim Bobby Breen: um conto de fadas sobre um jovem prodígio e um compositor da Broadway.
A trilha sonora do filme foi indicada ao Oscar.

## Sinopse
Enquanto passa as férias em um acampamento para garotos, o indisciplinado Chip Winters trava amizade com o compositor Johnny Selden. Selden anda sem inspiração para sua mais recente opereta, mas ele a reencontra quando conhece Irene Winters, a mãe de Chip, uma cantora popular. Mas o noivo dela, Walter Mays, não aceita que ela volte à ribalta, o que resulta em depressão e bloqueio para Selden. Outro aborrecimento são Moreta, Brennan e Joseph, três vilões de araque cujo alvo é roubar a obra do compositor. Cabe a Chip resolver todos os problemas, bem a tempo de ver sua mãe estrelar a última obra-prima de Selden.

## Premiações
| Patrocinador                                  | Prêmio | Categoria            | Situação |
| --------------------------------------------- | ------ | -------------------- | -------- |
| Academia de Artes e Ciências Cinematográficas | Oscar  | Melhor Trilha Sonora | Indicado |

## Elenco
| Ator/Atriz        | Personagem     |
| ----------------- | -------------- |
| Bobby Breen       | Chip Winters   |
| Basil Rathbone    | Johnny Selden  |
| Marion Claire     | Irene Winters  |
| Henry Armetta     | Moreta         |
| Leon Errol        | Brennan        |
| Donald Meek       | Joseph         |
| Billy Lee         | Pee Wee        |
| Ralph Forbes      | Walter Mays    |
| Leonid Kinskey    | Moe            |
| Herbert Rawlinson | Doutor Stevens |
| Johnny Arthur     | Antoine        |